# ميتا كراولر
ميتا كراولر - بالإنجليزية: MetaCrawler محرك بحث يضم محرك جوجل إلى جانب حوالي 12 محرك بحث آخر شهيرا على الشبكة الدولية
ويحمل هذا الموقع اسم «ميتاكرولر دوت كوم»موقع MetaCrawler
يستخدم MetaCrawler آلية من آليات البحث المتعدد (Meta Search)، والتي تتيح استخدام أكثر من آلة للبحث في وقت واحد، كما تتيح قاعدة بيانات ميتا كراولر للمؤرشفين سرعة الوصول إلى قاعدة بياناتهم مما يسهل ربط كافة اعضائهم في أي موقع اجتماعي مثل تويتر وفيسبوك.
محركات البحث المتعددة Meta search engine
وهى محركات بحث عندما تقدم كلمات البحث في صندوق البحث لديها تقوم بإرساله لعدة محركات بحث أخرى فردية لها قواعد بيانات خاصة بكل منها..خلال بضع ثواني تعود النتائج من كل محرك بحث على شاشة واحدة وفرها محرك بحث الميتا
محركات بحث الميتا لا تملك قاعدة بيانات خاصة بها وإنما تعتمد على قواعد بيانات محركات البحث التي تسألها (ترجع إليها).
ومن مميزاتها:
قواعد البيانات: تعتمد على عدة قواعد بيانات لمحركات بحث كثيرة.
الوقت للوصول إلى المعلومة: سرعة الوصول للمعلومة المطلوبة
دقة المعلومة: معلومات دقيقة (محددة) نتائج أكثر شمولاً
الوصول للمعلومة: مباشرة
حجم المعلومات التي توفرها: حجم كبير لأنها توفرها من عدة محركات بحث.
ويستطيع المستخدم بمجرد كتابة الكلمة المراد البحث عنها ثم الضغط على زر «ابحث» أن يستدعي نتائج البحث من جميع محركات البحث الرئيسية على الانترنت.
ويتيح موقع «ميتاكرولر دوت كوم» مثل سائر محركات البحث الرئيسية إمكانية البحث في مجالات متخصصة مثل الأخبار والصور والملفات السمعية والمواقع الشخصية والمدونات وكل ماهو موجود في الشبكة العنكبوتية إلا أن البحث من خلال اللغة الإنجليزية أكثر شمولية
لغة البرمجة المستخدمة إيه إس بي دوت نت الإصدار: 4.0.30319
يستخدم ملفات صفحات الطرز المتراصة لتنظيم شكل الموقع
يستخدم جافا سكريبت لأداء بعض البرمجيات. تحتوي صفحة الموقع الرئيسية على 5 صورة و 25 رابط وحجم الصفحة الرئيسية 17562 بايت = 17.562 كيلو بايت
يستخدم خدمات جوجل انالتكس لمتابعة إحصائيات وزوار الموقع